# Knjige u 1995.
◄◄ | ◄ | 1992. | 1993. | 1994. | 1995.  | 1996. | 1997. | 1998. | ► | ►►
Arhitektura • Astronautika • Astronomija • Biologija • Film • Fotografija • Glazba • Kazalište • Kemija • Kiparstvo • Knjige • Književnost • Kršćanstvo • Meteorologija • Medicina • Planinarstvo • Politika • Pravo • Promet • Slikarstvo • Strip • Šport • Televizija • Znanost • Zrakoplovstvo • Željeznički promet
Knjige u 1995.

## Hrvatska i u Hrvata
- Usudbene povjestice, Franjo Tuđman, Izdavač: Hrvatska sveučilišna naklada. Broj stranica: 799. ISBN 953-169-060-X

## Vanjske poveznice
|  | Zajednički poslužitelj ima još gradiva o temi Knjige iz 1995. |